# 弗谢沃洛德·卓别林

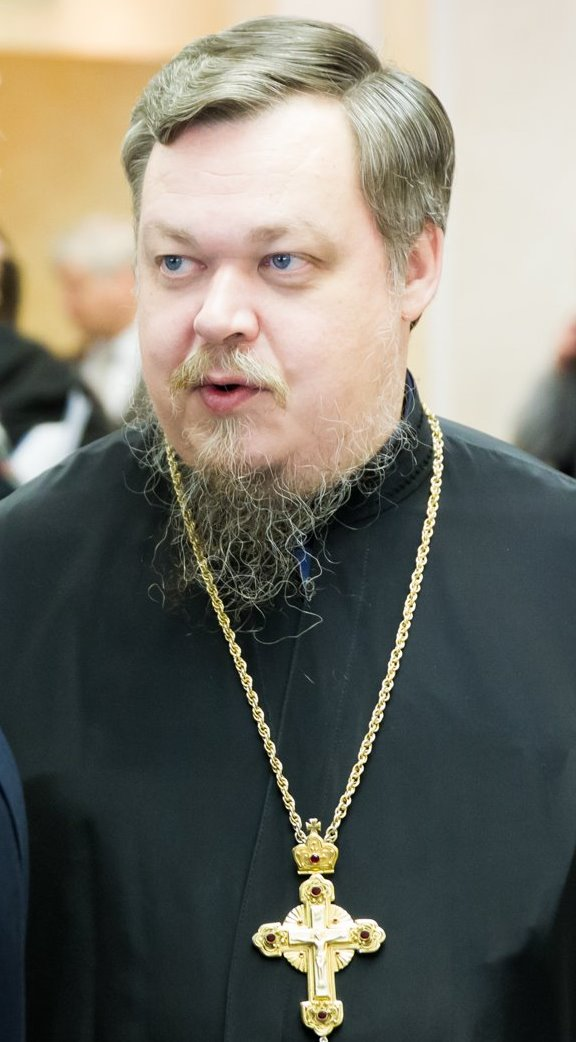
弗谢沃洛德·卓别林于2014年

弗谢沃洛德·安纳托列维奇·卓别林（俄語：Всеволод Анатольевич Чаплин,1968年3月31日—2020年1月26日），是一名俄罗斯正教会的祭司。自2009年至2015年12月，他曾担任莫斯科牧首区教会与社会合作部部长。
卓别林是俄罗斯联邦公民会议室成员，莫斯科三丘上的圣尼古拉堂祭司，世界俄罗斯人委员会委员长（至2015年12月29日）。据2013年的调查显示，卓别林曾是俄罗斯正教会除牧首基里尔以外最受人注目的人物。在媒体上，他常被描绘为一极为保守的神职人员。

## 生平
弗谢沃洛德生于1968年3月31日，于莫斯科戈利亚诺沃区就学。父亲安纳托利·卓别林是一位持不可知论观点的广播工程师。
1985年，在完成中等教育后，于莫斯科牧首区出版部门担任职员。在皮提林都主教的推荐下，他被莫斯科神学学院录取并于1990年毕业。
自1990年10月至2009年3月间，他供职于莫斯科牧首区对外关系部。最初为普通职员（1990年至1991年），随后转到公共事务方面（1991至1997年），随后担任秘书（1997年至2001年），直至副部长（2001年至2009年）。在对外关系部工作时他仍旧就读于神学院，并于1994年完成答辩。
1991年4月21日，卓别林被祝圣为辅祭。1992年1月7日，祝圣为祭司。1999年晋为大祭司。2009年，他被任命为新设的教会与社会合作部部长。
2015年12月24日，经过至圣主教公会的表决，卓别林遭撤职。教会与社会合作部与弗拉基米尔·列戈伊达领导的信息部合并。
离职不久后，卓别林便发表了一系列针对牧首基里尔的尖锐批评，并称其“日子不久了”。2017年3月，他将逃亡西方的俄罗斯人称为“叛徒”并支持杀死“叛徒”。